# Riggins (Idaho)
Riggins es una ciudad ubicada en el condado de Idaho en el estado estadounidense de Idaho. En el Censo de 2010 tenía una población de 419 habitantes y una densidad poblacional de 364,36 personas por km². Se encuentra al oeste del estado, a poca distancia de Oregón, a orillas del río Salmon, cerca de la desembocadura de este en el río Snake, el principal afluente del Columbia.

## Geografía

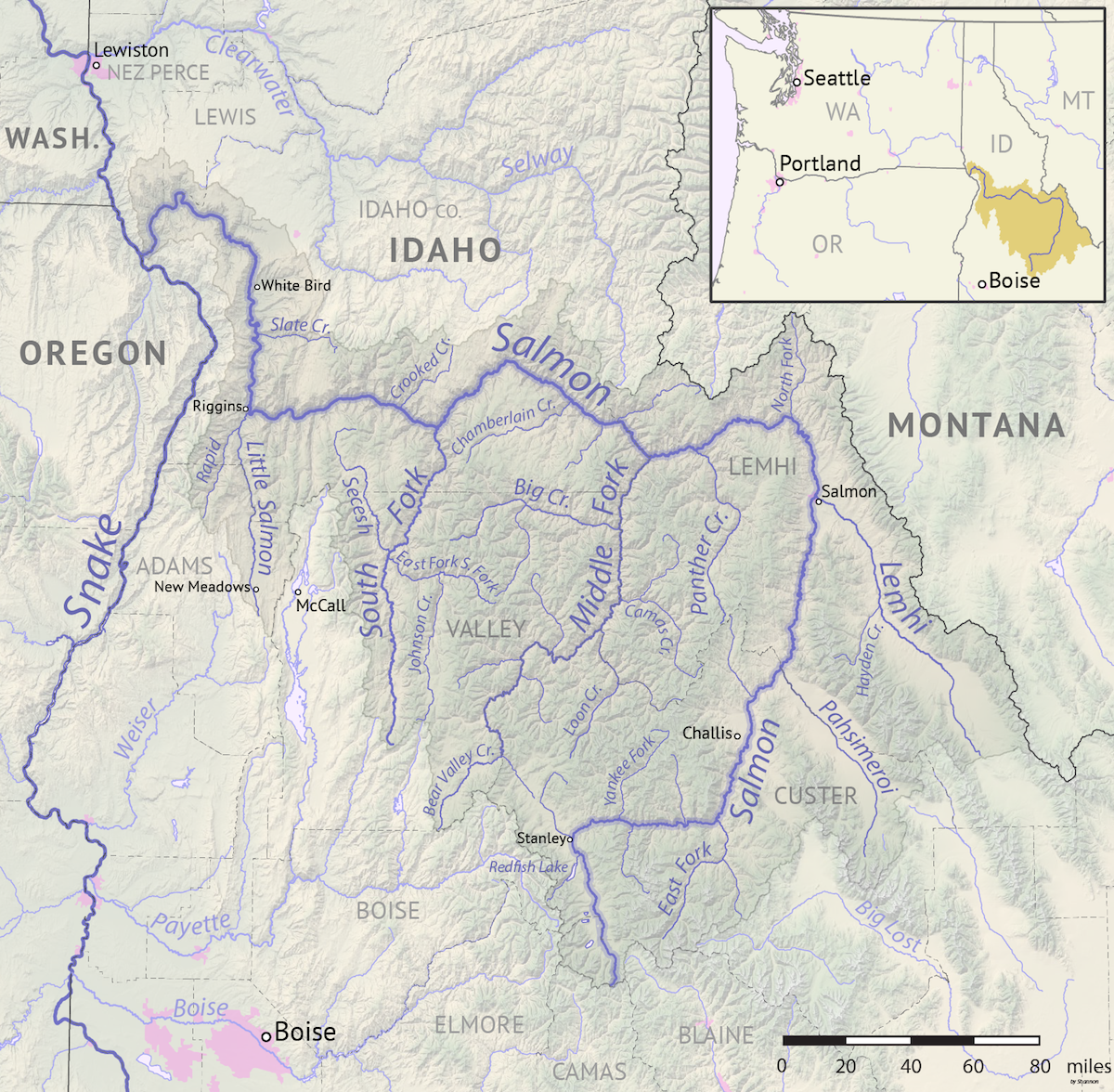
Mapa del río Salmon donde aparece Riggins sobre el curso bajo del mismo

Riggins se encuentra ubicada en las coordenadas 45°25′6″N 116°19′11″O / 45.41833, -116.31972. Según la Oficina del Censo de los Estados Unidos, Riggins tiene una superficie total de 1.15 km², de la cual 1.11 km² corresponden a tierra firme y (3.38%) 0.04 km² es agua.

## Demografía
Según el censo de 2010, había 419 personas residiendo en Riggins. La densidad de población era de 364,36 hab./km². De los 419 habitantes, Riggins estaba compuesto por el 96.9% blancos, el 0% eran afroamericanos, el 0.72% eran amerindios, el 0% eran asiáticos, el 0% eran isleños del Pacífico, el 1.43% eran de otras razas y el 0.95% pertenecían a dos o más razas. Del total de la población el 1.67% eran hispanos o latinos de cualquier raza.